# France (marque)
Pour les articles homonymes, voir France (homonymie).
La marque « France », anciennement « Explore France », se décline en une charte graphique de la communication gouvernementale, composé d'un bloc-marque associant un logo avec Marianne, le drapeau tricolore et la devise Liberté, Égalité, Fraternité pour représenter la République française.
Utilisée pour promouvoir la France par le Gouvernement et fédérer les acteurs responsables de son rayonnement, elle s’appuie sur une campagne de communication internationale, des évènements à l'étranger où la France est représentée ou les sommets économiques Choose France.
Elle vit à travers cinq marques filles thématiques : ChooseFrance, TasteFrance, ExploreFrance, ExperienceFrance, PartnerWithFrance.

## Genèse
La marque France a été lancée par Hervé Novelli, secrétaire d’État chargé du Commerce, de l’Artisanat, des Petites et Moyennes Entreprises, du Tourisme et des Services, et Christine Lagarde, ministre de l’Économie, de l’Industrie et de l’Emploi, lors des Assises nationales du tourisme 2008 au Palais des congrès de Paris.
Sa légende initiale était composée de la signature « Rendez-vous en France», puis « France.fr » et devient « Explore France » en 2021, à l'occasion d'une campagne de communication dédiée.
L'ancien nom vient du portail officiel du tourisme français animé par Atout France.

## Les marques filles
La marque France a pour but d’amplifier le rayonnement de la France à l’international et de renforcer son attractivité en soulignant les atouts du pays et de l’esprit français : créativité, recherche, éducation, culture, infrastructures, croissance solide, durable et inclusive...
La marque ombrelle France abrite cinq marques filles thématiques déclinant l’esprit français concrètement.

### ChooseFrance
Cette marque fait la promotion de l'économie et de l'industrie française. Elle est portée par l’opérateur Business France, au service du développement international des entreprises, et s’appuie sur les marques sectorielles comme l’écosystème des start-up françaises La French Tech, le label français La French FAB, le réseau d’acteur de santé French Healthcare, ainsi qu'Invest in France.

### TasteFrance
Créé en 2020 lors du Salon de l'Agriculture, cette marque est destinée à casser l'image "élitiste" de la gastronomie française. Cette marque est portée par le ministère de l’Agriculture et de la Souveraineté alimentaire, Business France et l’agence Sopexa, et s’incarne dans Taste France™ magazine.

### ExploreFrance

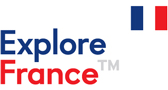
Logo depuis 2021

Créé en 2019 à l'occasion de campagne de communication, cette marque a vocation à attirer des touristes étrangers en France. Elle est portée par Atout France et Business France.

### ExperienceFrance
Cette marque fait la promotion de la culture et de l'art en France, et de son écosystème éducatif et scientifique. Elle est portée par l’agence Campus France et l’établissement public Institut français.

### PartnerWithFrance
Cette marque permet les développements et partenariats à impact environnemental et sociétal, au service d’un monde plus juste et plus durable. Cette marque est portée par l’Agence française de développement (AFD).